# Polistes arthuri
Polistes arthuri är en getingart som beskrevs av Cameron 1901. Polistes arthuri ingår i släktet pappersgetingar, och familjen getingar. Utöver nominatformen finns också underarten P. a. vechti.